# Anna Szafraniec
Anna Szafraniec (Myślenice, 16 februari 1981) is een wielrenner uit Polen.
Op de Olympische Zomerspelen in 2004 nam Szafraniec deel aan het onderdeel cross country bij de mountainbike. Ze eindigde op de elfde plaats.
Op de Wereldkampioenschappen mountainbike 2002 werd ze tweede, het jaar daarop op de Wereldkampioenschappen mountainbike 2003 werd ze wereldkampioen met het Poolse team op het onderdeel teamestafette.
In 2009 schreef ze de Roc d'Azur op haar naam.
Bij de Poolse kampioenschappen mountainbike werd ze kampioen in 1998, 2002, 2003 en 2006, en tussen 1998 en 2003 eindigde ze elk jaar op het podium. In 2011 werd ze nationaal kampioene op het Pools kampioenschap wielrennen.